# Оквавка (Іллінойс)
Оквавка (англ. Oquawka) — селище (англ. village) в США, в окрузі Гендерсон штату Іллінойс. Населення — 1134 особи (2020).

## Географія
Оквавка розташована за координатами 40°56′15″ пн. ш. 90°56′58″ зх. д. / 40.93750° пн. ш. 90.94944° зх. д. (40.937519, -90.949509).  За даними Бюро перепису населення США в 2010 році селище мало площу 4,81 км², з яких 3,80 км² — суходіл та 1,01 км² — водойми.

## Демографія
Згідно з переписом 2010 року, у селищі мешкала 1371 особа в 627 домогосподарствах у складі 378 родин. Густота населення становила 285 осіб/км².  Було 721 помешкання (150/км²).
Расовий склад населення:
| - 98,6 % — білих - 0,4 % — корінних американців - 0,1 % — чорних або афроамериканців - 0,1 % — азіатів |

До двох чи більше рас належало 0,7 %. Частка іспаномовних становила 1,5 % від усіх жителів.
За віковим діапазоном населення розподілялося таким чином: 21,1 % — особи молодші 18 років, 57,1 % — особи у віці 18—64 років, 21,8 % — особи у віці 65 років та старші. Медіана віку мешканця становила 46,0 року. На 100 осіб жіночої статі у селищі припадало 101,6 чоловіків;  на 100 жінок у віці від 18 років та старших — 99,3 чоловіків також старших 18 років.
Середній дохід на одне домашнє господарство  становив 56 615 доларів США (медіана — 38 932), а середній дохід на одну сім'ю — 56 480 доларів (медіана — 49 896). Медіана доходів становила 39 375 доларів для чоловіків та 26 250 доларів для жінок. За межею бідності перебувало 11,0 % осіб, у тому числі 19,7 % дітей у віці до 18 років та 5,7 % осіб у віці 65 років та старших.
Цивільне працевлаштоване населення становило 628 осіб. Основні галузі зайнятості: освіта, охорона здоров'я та соціальна допомога — 26,0 %, виробництво — 25,3 %, роздрібна торгівля — 11,9 %, мистецтво, розваги та відпочинок — 8,0 %.